# Romică Rașovan
Romică Rașovan, (* 22. prosince 1967 Reșița, Rumunsko) je bývalý rumunský zápasník, volnostylař.
Šestkrát startoval na mistrovství Evropy, v roce 1990 a 1992 vybojoval zlato a v roce 1988 stříbro. Dvakrát startoval na mistrovství světa, v roce 1989 obsadil desáté a v roce 1991 páté místo. V roce 1992 vybojoval na olympijských hrách v Barceloně čtvrté místo, když v boji o bronzovou medaili podlehl Vugaru Orudžovovi.